# John Deans
John Kelly Deans, detto Dixie (Linwood, 30 luglio 1946), è un ex calciatore scozzese, nazionale scozzese di ruolo attaccante.

## Palmarès

### Club

#### Competizioni nazionali
- Scottish First Division: 2

Motherwell: 1968-1969
Partick Thistle: 1975-1976
- Campionato scozzese: 3

Celtic: 1971-1972, 1972-1973, 1973-1974
- Coppa di Scozia: 3

Celtic: 1971-1972, 1973-1974, 1974-1975
- Coppa di Lega scozzese: 1

Celtic: 1974-1975